# Xanthophyllum laeve
Xanthophyllum laeve är en jungfrulinsväxtart som beskrevs av V. d. Meijden. Xanthophyllum laeve ingår i släktet Xanthophyllum och familjen jungfrulinsväxter. Inga underarter finns listade i Catalogue of Life.